# Łukta (gmina)
Pour le village, voir Łukta.
Łukta est une gmina rurale du powiat de Ostróda, Varmie-Mazurie, dans le nord de la Pologne. Son siège est le village de Łukta, qui se situe environ 15 km au nord-est d'Ostróda et 28 km à l'ouest de la capitale régionale Olsztyn.
La gmina couvre une superficie de 184,71 km2 pour une population de 4 458 habitants.

## Géographie
La gmina inclut les villages de Białka, Chudy Dwór, Dąg, Dragolice, Florczaki, Ględy, Gucin, Kojdy, Komorowo, Kotkowo, Kozia Góra, Łukta, Lusajny, Markuszewo, Maronie, Molza, Mostkowo, Niedźwiady, Nowaczyzna, Nowe Ramoty, Orlik, Pelnik, Plichta, Pupki, Ramoty, Sarni Dół, Skwary, Sobno, Spórka, Strzałkowo, Swojki, Szeląg, Trokajny, Worliny, Wynki et Zajączkowo.
La gmina borde les gminy de Gietrzwałd, Jonkowo, Miłomłyn, Morąg, Ostróda et Świątki.